# Olof von Dalin
Pour les articles homonymes, voir Dalin.
Olof von Dalin (né à Vinberg né le 29 août 1708 et mort le 12 août 1763) est un historien et écrivain suédois.

## Biographie
Il fut conseiller de la chancellerie, puis chancelier de la cour. Son gouvernement le chargea d'écrire l'Histoire générale du royaume. Cet ouvrage, publié à Stockholm en 1747, s'étend jusqu'à la mort de Charles XI de Suède. On a encore de lui un poème : la Liberté de Suède, 1742, et un grand nombre d’Épitres, de Satires, de Fables, de Pensées.